# Angelika Balabanova
Angelika Balabanova (oroszul: Анжелика Балабанова) (Csernyihiv, 1878. augusztus 4. – Róma, 1965. november 25.) oroszországi születésű olasz kommunista és szociáldemokrata politikus, író, szerkesztő. A Komintern titkáraként dolgozott, majd Olaszországban politikai pártvezető volt.

## Élete

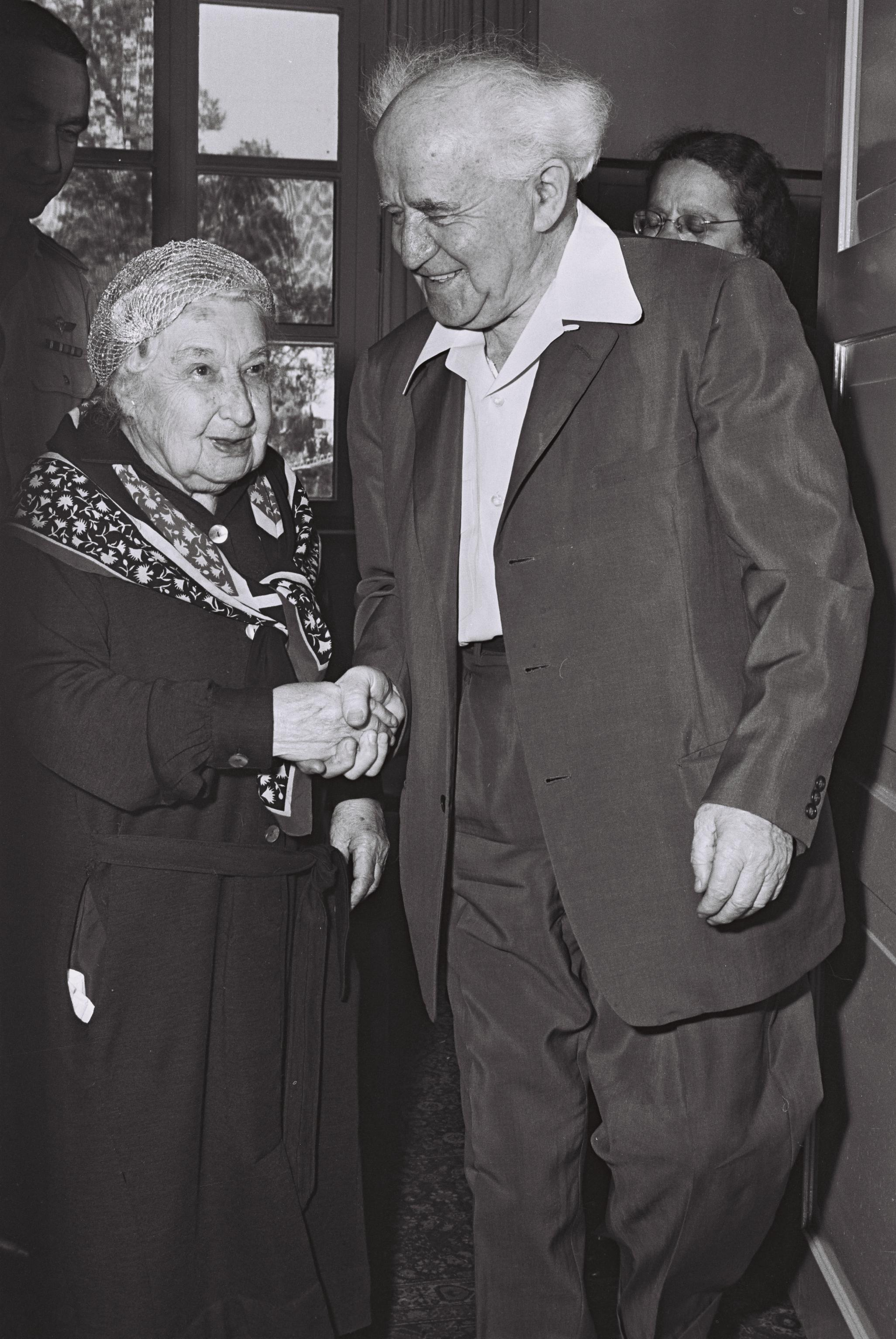
Látogatóban Dávid Ben-Gúrión izraeli miniszterelnöknél Tel-Avivban. (1962)

Egy asszimilálódott zsidó család sarjaként született Csernyihiv településen, az Orosz Birodalomban. Apja tehetős földbirtokos és kereskedő volt. Szülei tizenhatodik, s egyben legfiatalabb gyermekeként született, ám testvérei közül többen már az ő születése előtt meghaltak. Fiatalabb korában otthon taníttatták, majd a Brüsszeli Szabadegyetemre járt, ahol a politikai radikalizmus híve lett. Ekkoriban ismerkedett meg Georgij Valentyinovics Plehanovval, aki nagy hatást gyakorolt rá. Miután kutatást folytatott a British Museum könyvtárában, visszatért Brüsszelbe, ahol filozófiai és irodalmi doktorátust szerzett. Két év brüsszeli tartózkodás után, 1899-ben Lipcsébe, majd Berlinbe ment. Egyetemi tanulmányait követően Rómában telepedett le, ahol a textiliparban dolgozó bevándorló munkások között szervezkedett. Munkatársai Antonio Labriola, Giacinto Menotti Serrati, Benito Mussolini és Filippo Turati voltak. Ekkortól marxistának tartotta magát. 1900-ban belépett az Olasz Szocialista Pártba (melynek később vezetője lett). A párt megbízásából előadásokat tartott, valamint propaganda tevékenységet folytatott Európa országaiban. 1907-ben és 1910-ben a II. Internacionálé kongresszusainak hivatalos képviselőjeként szolgált. Ebben az időszakban találkozott egy szegény olasz emigránssal, Benito Mussolinivel, akinek segített munkát találni és megismertette a legfrissebb szocialista irányzatokkal. Noha ellenségesen viszonyult a feminizmushoz, amelyet burzsoá dolognak tekintett, mélyen elkötelezte magát a munkásnők és férfiak szükségleteinek kielégítése mellett – amelyekről úgy gondolta, hogy a szocialista átalakulás révén lehetne a legjobban kielégíteni. 1910-ben Svájcból Olaszországba távozott, ahol aktívan részt vett az olasz szocialista mozgalomban. A következő években beválasztották a párt Központi Bizottságába. A párt hivatalos lapjának, az Avanti! című folyóirat társszerzőjeként működött. Amikor azonban Mussolini a háborús nacionalizmus felé vitte a lapot, kilépett annak szerkesztőségéből. 
1914-ben – az első világháború kirobbanásakor – Svájcba menekült, ahol a háborúellenes mozgalom egyik vezetője lett. A következő két évben részt vett négy háborúellenes konferencián. Aktív tagja volt az 1915. szeptember 5. és 8. között tartott Zimmerwaldi konferenciának. Részt vett az 1917. évi stockholmi szocialista konferencián, majd a forradalom kitörésekor Oroszországba utazott és belépett a bolsevik pártba. Mindössze 5 hetes szentpétervári tartózkodás után Stockholmba küldték (1918 októberéig maradt ott). Az orosz helyzetről közleményeket készített és szétküldte a világ különböző újságjainak. 1918 októberétől Svájcban folytatta tevékenységét, mivel Lenin véleménye szerint Svájcból könnyebb volt a propaganda folytatása, a forradalom ügyének terjesztése. Együtt dolgozott többek között Leninnel, Trockijjal és Emma Goldmannal.

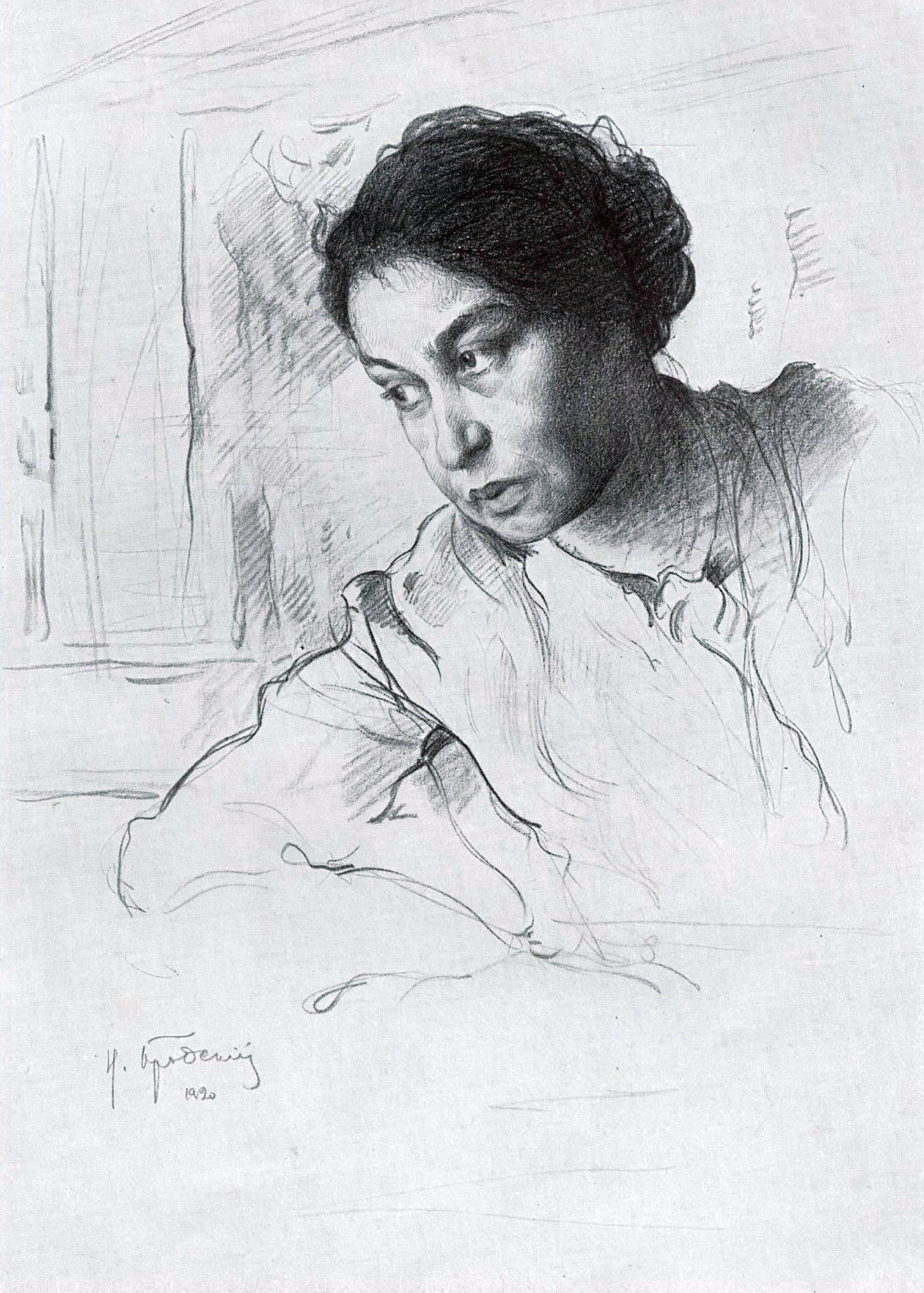
Isaak Brodsky: Angelika Balabanova (1920)

A svájciak azonban látva az általa folytatott agitációt, egy hónap svájci tartózkodás után kiutasították, így visszatért a Szovjetunióba. 1919-ben részt vett a Harmadik Internacionálé alapító kongresszusán és Zinovjev elnöksége alatt, annak titkára lett. Az utóbbival való nézeteltérései miatt Ukrajnába való áthelyezését kérte, ahol az Internacionálé helyi irodájának vezetőjeként dolgozott. E munkája mellett ellátta az ukrán külügyi biztos funkcióját is. 1921 decemberében ismét Moszkvában tartózkodott, amikor is a kommunizmusból kiábrándulva örökre távozott onnan: „ilyen emberekre mint én, nincs szükség a Szovjetunióban” – mondta Leninnek. 1924-ben szovjetellenes nyilatkozatai miatt kizárták a bolsevik pártból. A következő négy évben Svédországban, majd Bécsben élt, de kapcsolatban állt az olasz szocialistákkal, majd őket elhagyva az olasz kommunistákhoz csatlakozott. Az olaszországi fasizmus térnyerése miatt 1926-ban Párizsba ment, majd a második világháború kitörésekor New Yorkba emigrált. Az USA-ban megismerkedett Norman Thomas szocialista politikussal és alkalmanként a Socialist Review közreműködője volt. Elkötelezte magát amellett, hogy felhívja az amerikaiak figyelmét az olasz fasizmus veszélyeire. Kiadta a The Traitor: Benito Mussolini és a His “Conquest” of Power című műveit, valamint megjelentette önéletrajzát, My Life as a Rebel címmel.
Amikor a háború véget ért, visszatért Olaszországba, ahol belépett a Szocialista Munkáspártba, amelyből később megalakult az Olasz Szociáldemokrata Párt.

## Művei
- Il vostro Dovere in tempo di Elezioni: Alle Proletarie (Kötelességed a választások idején: a proletár nőkhöz). Lugano: Cooperativa Tipografica Sociale, 1904
- Neskol'ko slov ob agitatsii: Pis'mo-lektsiia (Néhány szó az agitációról: Correspondence Lecture). Moscow: Gosudarstvennoe Izdatel'stvo, 1920
- Ot rabstva k svobode: Obiazannosti i prava kommunistov v pervoi trudovoi respublike (Rabszolgaságtól a szabadságig: A kommunisták kötelességei és jogai az Első Munkás Köztársaságban). Moscow: Gosudarstvennoe Izdatel'stvo, 1920 / Milano, Avanti!, 1921
- Svetloi pamiati Iakova Mikhailovicha Sverdlova. (Jakov Mihajlovics Szverdlov emlékére). Moscow: Gosudarstvennoe Izdatel'stvo, 1920
- Iz lichnykh vospominanii Tsimmerval'dtsa (a zimmerwaldisták személyes visszaemlékezéseiből). Leningrad-Moscow: Izdatel'stvo "Kniga," 1925
- Erziehung der Massen zum Marxismus: Psychologisch-pädagogische Betrachtungen (A tömegek oktatása a marxizmusra: pszichológiai-pedagógiai szempontok). Berlin: Laub, 1927
- Erinnerungen und Erlebnisse, Berlin, E. Laubsche Verlagsbuchhandlung, 1927
- Marx und Engels als Freidenker in ihren Schriften (Marx and Engels as Free-Thinkers in their Writings). Berlin: Der Freidenker, 1930
- Wesen und Werdegang des italienischen Faschismus, Wien, Hess & Co., 1931
- Memorie, Milano-Parigi, Avanti!, 1931
- Sozialismus als Weltanschauung (Szocializmus mint világnézet). Berlin: Dt. Freidenkerverband, c. 1932
- Caduti per noi, caduti per voi (Fallen for Us, Fallen for You). New York: Edizione "La Fiaccola," c. 1935
- My Life as a Rebel. London: Hamish Hamilton, 1938
- Traitor: Benito Mussolini and his "Conquest" of Power. New York: G. Popolizio, c. 1942 / (Il traditore Mussolini) Roma-Milano, Avanti!, 1945
- Tears. New York, E. Laub / Chicago: Jay Bass, 1943
- Ricordi di una socialista, Roma, De Luigi, 1946
- Impressions of Lenin. Isotta Cesari, trans. Ann Arbor, University of Michigan Press, 1964 (Lenin visto da vicino, Roma, Opere nuove, 1959)
- La mia vita di rivoluzionaria, Milano, Feltrinelli, 1979

## Emlékezete
Rómában nevét utca és oktatási intézmény is viseli.

## Fordítás
- Ez a szócikk részben vagy egészben  az   Angelica Balabanoff című angol Wikipédia-szócikk ezen változatának fordításán alapul.  Az eredeti cikk szerkesztőit annak laptörténete sorolja fel. Ez a jelzés csupán a megfogalmazás eredetét és a szerzői jogokat jelzi, nem szolgál a cikkben szereplő információk forrásmegjelöléseként.